# Эрвити, Вальтер
Ва́льтер Эрви́ти (исп. Walter Daniel Erviti Roldán; род. 12 июня 1980, Мар-дель-Плата, Буэнос-Айрес) — аргентинский футболист, выступавший на позициях центрального полузащитника и левого вингера; тренер. Выступал за сборную Аргентины.

## Биография
Эрвити — воспитанник молодёжной академии клуба «Сан-Лоренсо», в основном составе которого он в 1998 году начал профессиональную карьеру. В 2001 году он со своей командой добился большого успеха, не только выиграв чемпионат Аргентины (Клаусуру), но и впервые в истории клуба завоевав международный трофей — Кубок Меркосур, который на тот момент был вторым по значимости турниром под эгидой КОНМЕБОЛ после Кубка Либертадорес.
В следующем году Эрвити перешёл в «Монтеррей», где за шесть лет провёл 215 матчей и стал чемпионом Мексики 2003 года (Клаусура). В 2007 году, по прошествии пяти лет выступлений за «Монтеррей», получил мексиканское гражданство, чтобы не считаться легионером.
В 2008 году вернулся в Аргентину и стал ключевым игроком «Банфилда», сумевшего в 2009 году впервые в своей истории стать чемпионом страны благодаря победе в Апертуре. 31 января 2011 года Эрвити заключил соглашение с «Бокой Хуниорс», выкупившей права на футболиста у «бело-зелёных» за 3,2 млн долларов США.
В Клаусуре 2011 года Вальтер Эрвити провёл все 19 матчей «Боки» и забил три гола. «Бока Хуниорс» стала чемпионом Аргентины, не проиграв ни разу по ходу турнира. В розыгрыше Кубка Либертадорес 2012, в котором «Бока» впервые с 2007 года дошла до финала, Эрвити пропустил лишь одну игру — последний матч группового этапа против венесуэльской «Саморы», когда задача по выходу в плей-офф уже была решена.
С 2013 по 2016 год выступал за «Банфилд». В первом же сезоне помог своей команде возвратиться в элитный дивизион. В 2017 году выступал за «Индепендьенте», затем провёл последние полсезона за «Альварадо». 23 марта 2019 года провёл прощальный матч — в нём команда «Друзья Эрвити» обыграла сборную звёзд клубов Мексики со счётом 6:2.
27 января 2010 года в рамках подготовки национальной команды к чемпионату мира 2010 Диего Марадона вызвал Эрвити в сборную Аргентины, где футболист и дебютировал в товарищеской игре против сборной Коста-Рики. Аргентинцы выиграли со счётом 3:2, Эрвити провёл первый тайм и был заменён в перерыве Энцо Пересом при счёте 2:1 в пользу «альбиселесте» Это единственная игра Эрвити за сборную.

## Титулы
- Чемпион Аргентины (3): Кл. 2001, Ап. 2009, Ап. 2011
- Чемпион Примеры B Насьональ (1): 2013/14
- Чемпион Мексики (1): Кл. 2003
- Обладатель Кубка Меркосур (1): 2001